# 프레스넬 킴펨베
프레스넬 킴펨베(프랑스어: Presnel Kimpembe, 1995년 8월 13일~)는 프랑스의 축구 선수로 현재 리그 1의 파리 생제르맹에서 수비수로 활약 중이며 콩고 민주 공화국 출신 아버지와 아이티 출신 어머니 사이에서 태어났다.

## 선수 경력

### 클럽
2013년 파리 생제르맹 입단 후 2군에서는 41경기 1골을 기록했고 1군 합류 후 현재까지 공식전 185경기 1골로 리그 4회 우승, 프랑스컵 3회 우승 및 1회 준우승, 프랑스 리그컵 4회 우승, 트로페 데 샹피옹 3회 우승, 2019-20년 UEFA 챔피언스리그 준우승 등의 화려한 업적들을 남겼다.

### 국가대표팀
2014년 아버지의 고향인 콩고 민주 공화국 U-20 대표팀에서 뛰다가 이듬해인 2015년부터 2016년까지는 프랑스 연령대별 대표팀에서 18경기를 소화했다.
그 후 2016년 10월 불가리아와 네덜란드와의 2018년 FIFA 월드컵 유럽 지역 예선 경기를 앞두고 프랑스 성인대표팀에 첫 합류한 뒤 2018년 3월 27일 러시아와의 평가전에서 국제 A매치 데뷔전을 가졌다.
그리고 같은 해에 열린 2018년 FIFA 월드컵 본선 23인 엔트리에 합류하여 덴마크와의 C조 조별리그 최종전에 선발 출전하며 팀의 20년만의 월드컵 우승의 조력자 역할을 수행한 것은 물론 이에 대한 공로로 에마뉘엘 마크롱 대통령으로부터 레지옹 도뇌르 훈장(슈발리에)을 수여받는 영예까지 안았다.
이후 UEFA 유로 2020 본선에서도 안정적이고 정확한 수비력을 보여주는 등 맹활약했지만 팀은 스위스와의 16강전 승부차기에서 자신의 대표팀 동료이자 소속팀 동료인 킬리안 음바페가 결정적인 실축을 저지르면서 스위스의 67년만의 메이저 대회 8강 진출이자 유로 대회 사상 첫 8강 진출의 제물이 되는 굴욕을 맛보았다.
2022 FIFA 월드컵 최종 명단에 포함되었지만 부상으로 대회 직전 교체되었다.

## 수상

### 파리 생제르맹
- 리그 1 : 2014–15, 2015–16, 2017–18, 2018–19, 2019–20, 2021–22
- 쿠프 드 라 리그 : 2015–16, 2016–17, 2017–18, 2019–20
- 쿠프 드 프랑스 : 2015–16, 2016–17, 2017–18, 2019–20
- 트로페 데 샹피옹 : 2016, 2017, 2020, 2022

### 프랑스
- FIFA 월드컵 : 2018
- UEFA 네이션스리그 : 2020-21

### 개인
- 리그 1 올해의 팀 : 2020-21
- 레지옹 도뇌르 : 2018